# Thalair
Thalair (code OACI : TLJ) est une filiale de Dexfly Compagny qui détient la première compagnie d'aviation d'affaires privée française Valljet, basée sur l'aéroport du Bourget.
Thalair effectue du transport aérien non régulier notamment le transport des sportifs comme le Football Club de Nantes (FCN), dont Thalair est le transporteur officiel.

## Histoire
La compagnie d'aviation VallJet (dénomination commerciale de la société La Baule Aviation),, est créée par 3 entrepreneurs en 2008, Jean Valli grossiste en papier (dont la société de transformation de papier Valpaco), Waldemar Kita, homme d'affaires et actuel propriétaire du club de football Nantais (FCN) et Benoît Couturier, dirigeant de l'entreprise CBenoit (Créateur de luminaire et d'éclairage à Angers), tous les trois propriétaires du même type d'appareil qui ne trouvaient personne pour les exploiter. L'idée est venue de créer VallJet pour réduire les coûts de possession et de rentabiliser ces acquisitions.
Elle est devenue la première  compagnie d'aviation d'affaires privée française
Elle a cependant dépassé le plafond maximum d’émissions de gaz à effet de serre autorisé par l’Union européenne et Libération relève que l'essentiel de ses vols sont la doublure de trajets TGV existants, ce qui pose la question de leur pertinence dans une ère de réchauffement climatique.
Le 19 mars 2021, Valljet Group créé alors la compagnie aérienne Thalair afin de contourner ses obligations en matière de compensations financières pour ses émissions de gaz à effet de serre, estimées à 19 000 tonnes par an.
Valljet entend grâce à cette manœuvre répartir entre les deux entreprises les rejets de CO2 de ses aéronefs pour passer sous le plafond légal des émissions à partir duquel il faut payer pour pouvoir polluer,.
Thalair exploite les plus gros appareils du groupe VallJet, les Embraer 145 de 50 places et les Embraer 135.
Elle réalise du transport à la demande sur ce genre d'appareil et notamment les sportifs lors de leurs déplacements dont l'équipe de football de Nantes, le "FCN", évoluant en ligue 1, club du Président Waldemar Kita, avec un appareil portant l'immatriculation F-HFCN,.
En janvier 2025, VallJet/Thalair et Airlec Air Espace fusionnent pour créer la holding DexFly dont Jean Valli est le Président et Paul Tiba, patron Airlec Air Espace, le Directeur Général''.

## Flotte
La compagnie dispose de :
- Embraer 135-BJ immatriculé F-HBAN (propriété de Thalair),
- Embraer 135-BJ immatriculé F-HFKD (propriété de Valljet Invest),
- Embraer 135-ER immatriculé F-HSTE (propriété de Lorizon Aircraft),
- Embraer 145-LR immatriculé F-HFKF (propriété de Valljet),
- Embraer 145-MP immatriculé F-HFCN (propriété de Valljet).

## Galerie photographique

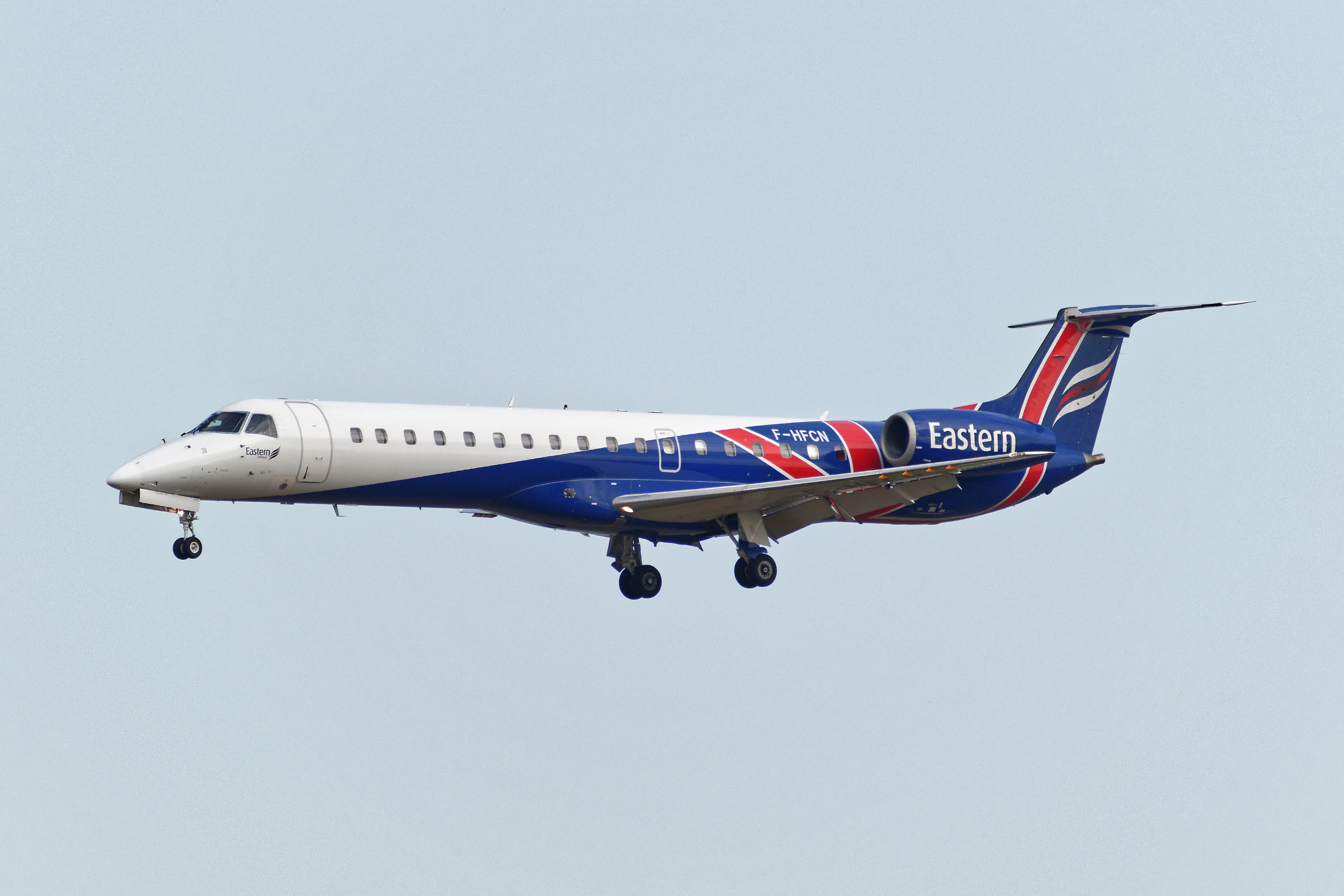
Embraer 145 F-HFCN de Thalair (VallJet)
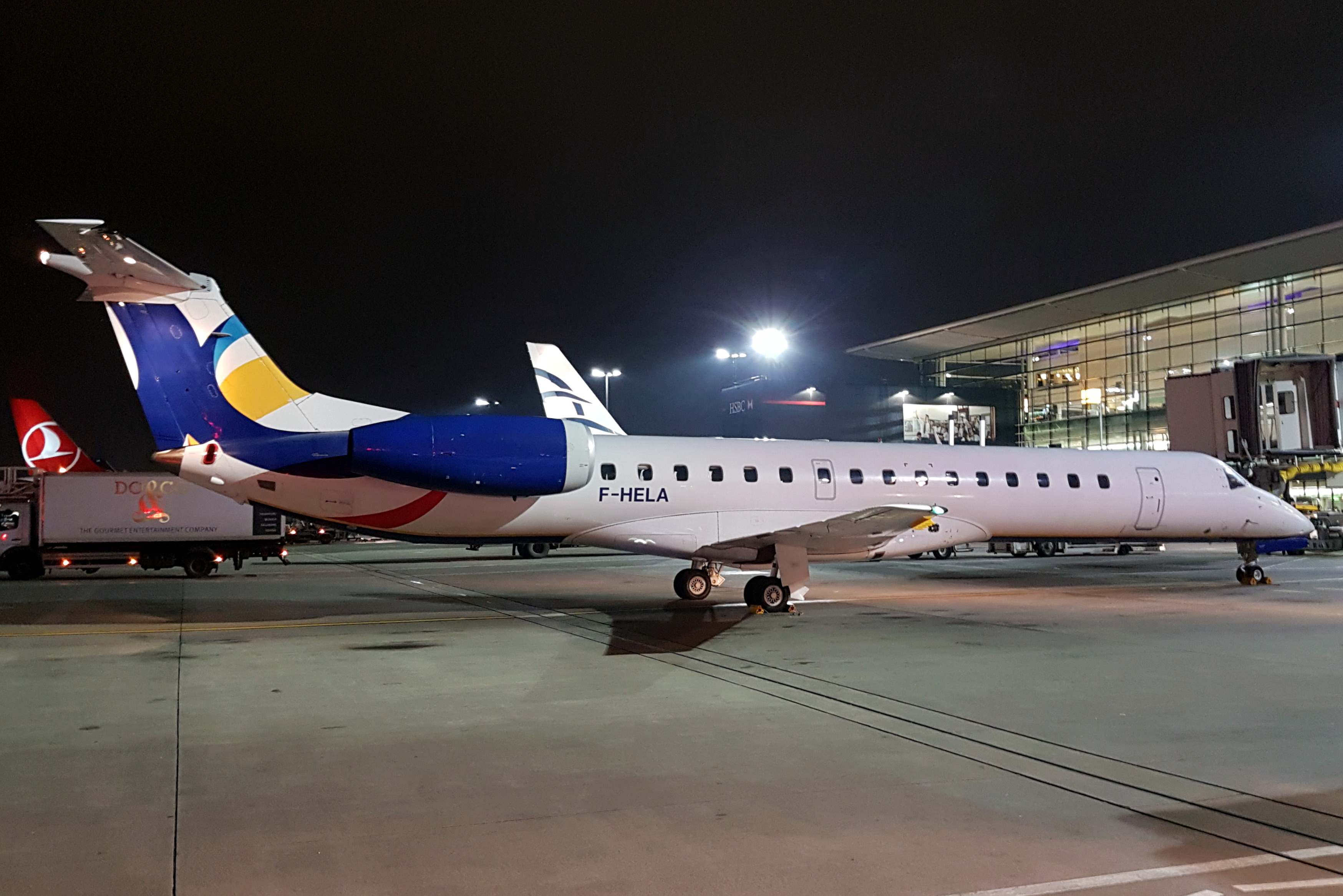
Embraer 145 F-HELA de Thalair (VallJet)
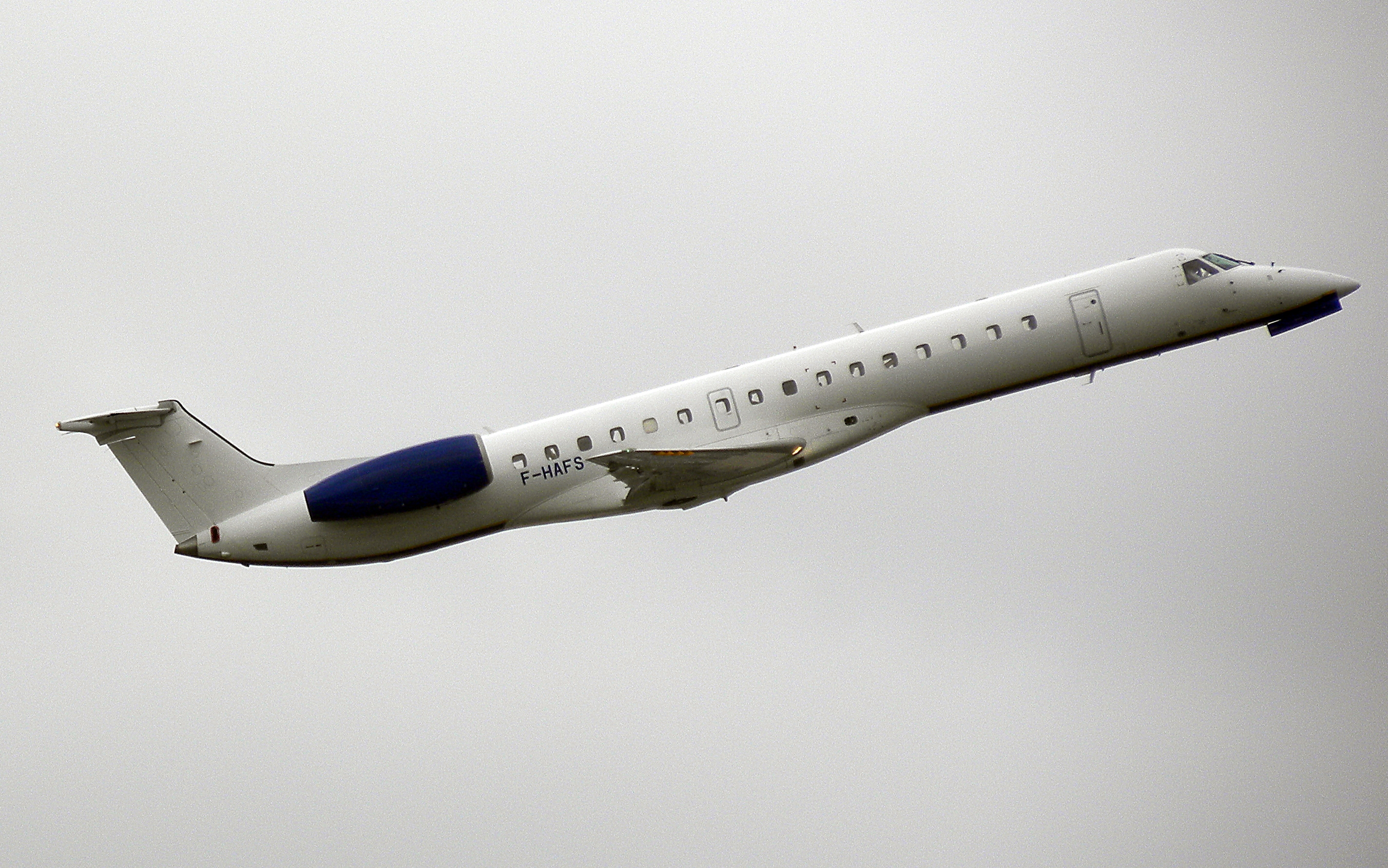
Ancien Embraer 145 F-HAFS de Thalair (VallJet)
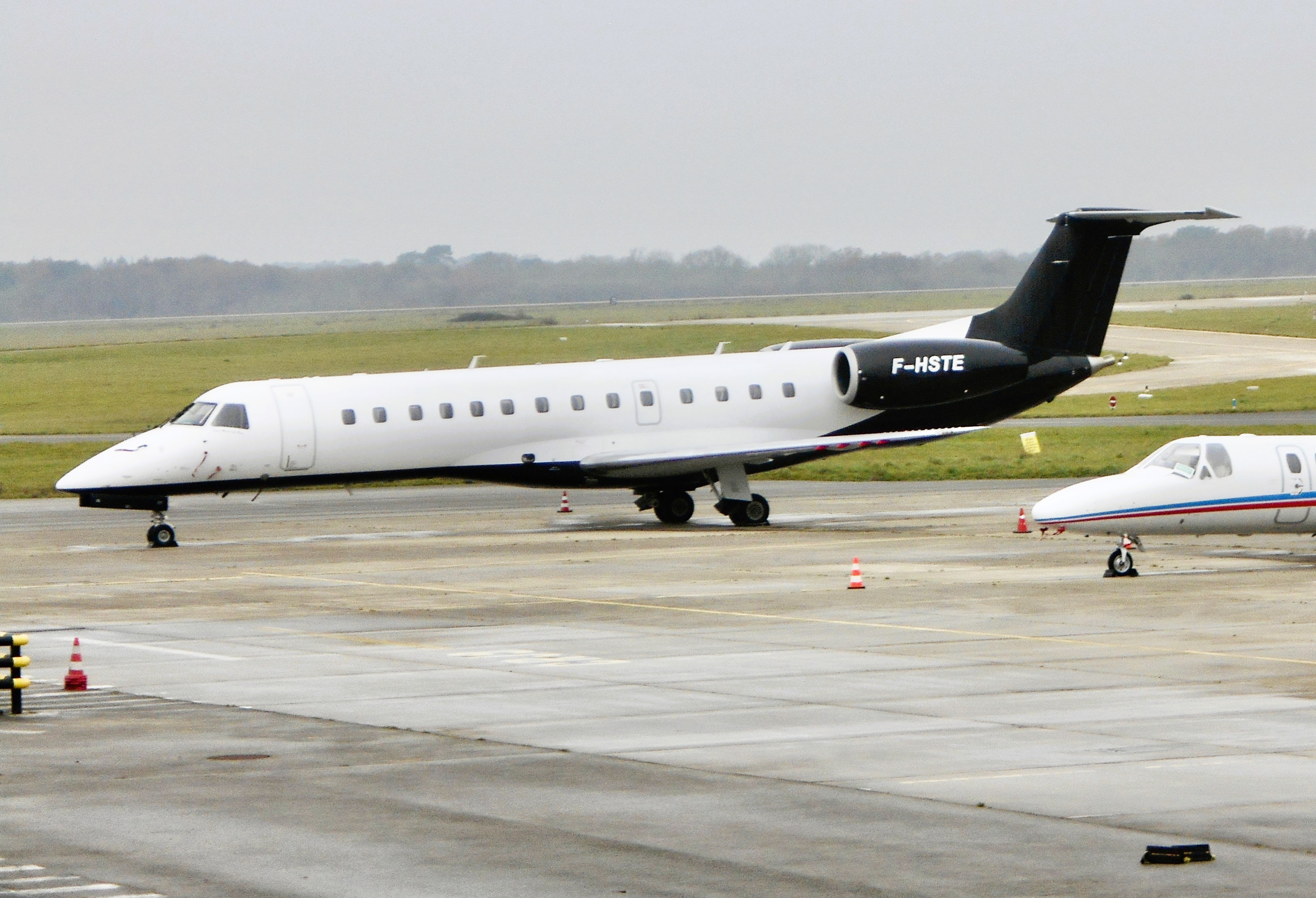
Embraer ERJ 135 F-HSTE de Lorizon Aircraft à l'Aéroport de Lorient, exploité par Thalair.
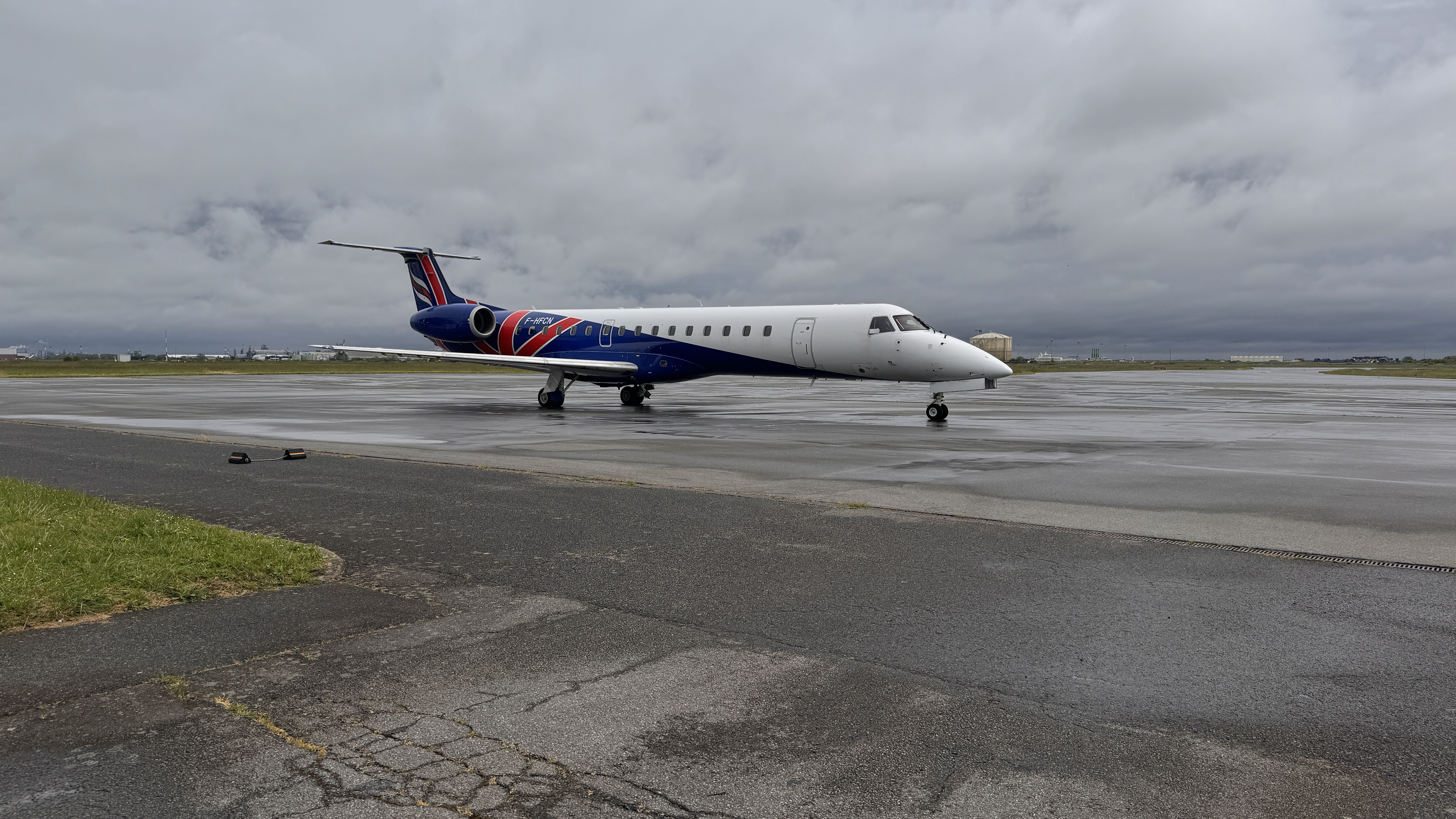
Embraer 145 F-HFCN de Thalair sur l'aéroport de Saint-Nazaire en 2024

## Logothèque

Logotype de l'ancienne maison mère VallFly (VallJet Group).
Ancien logotype de VallJet.
Nouveau logotype 2025 de VallJet avec DexFly la holding.